# Krasnaja Gorbatka
Krasnaja Gorbatka è una cittadina della Russia europea centrale, situata nella oblast' di Vladimir; appartiene amministrativamente al rajon Selivanovskij, del quale è il capoluogo.